# Yllet
Yllet är en roman av den svenske författaren Lars Gustafsson, utgiven 1973 på Albert Bonniers Förlag. Den filmatiserades 2003 som Sprickorna i muren.
Romanen var den andra av fem i en serie böcker med namnet Sprickorna i muren. Den föregicks av Herr Gustafsson själv (1971) och efterföljdes av Familjefesten (1975) Sigismund (1976) och En biodlares död (1978). Romanerna är olika varandra, förutom att huvudpersonen i samtliga böcker heter Lars och är född 17 maj 1936, samma datum som författaren själv.
Protagonisten i Yllet, adjunkt Lars Herdin, gör i boken upp med sitt kärleksliv, sitt yrke och sitt land. Han går skoningslöst till väga.
Yllet är en av titlarna i boken Tusen svenska klassiker (2009).

## Utgåvor
- Gustafsson, Lars (1973). Yllet: roman. Stockholm: Bonnier. Libris 7144030. ISBN 91-0-038482-8
- Gustafsson, Lars (1974) (på tyska). Wollsachen. München: Hanser. Libris 5259607. ISBN 3-446-11934-5
- Gustafsson, Lars (1975). Yllet: roman. Delfinserien, 0346-6574 ; 513 ([Ny utg.]). Stockholm: Aldus. Libris 7144625. ISBN 91-0-040059-9
- Gustafsson, Lars (1977) (på polska). Wełna (1. wyd.). Warszawa. Libris 172982
- Gustafsson, Lars (1979). Yllet. Albatross, 99-0137888-5 ([Ny utg.]). Stockholm: Alba. Libris 7642846. ISBN 91-7458-220-8
- Gustafsson, Lars (2003). Yllet. NoK pocket, 99-0119834-8 ([Ny utg.]). Stockholm: Natur och kultur. Libris 8854894. ISBN 91-27-09620-3
- Gustafsson, Lars (2010). Yllet. Johanneshov: TPB. Libris 12568438